# Ермені-Маале
Ермені-Маалле (крим. Ermeni Maalle, «Вірменська слобідка», також Ерменик, з XIX століття — Російська слобідка, рос. Русская слободка) — балка та місцевість Бахчисарая, частина Старого міста.

## Опис
Основні вулиці: Пушкіна і Базарна.
На схилі балки знаходяться руїни середньовічного вірменського монастиря, а у верхів'ї ущелини — російське кладовище часів Кримської війни та каплиця Архангела Михайла, що є пам'ятниками місцевого значення 757-АР.

## Історія
За часів Кримського ханства в цій балці розташовувалися квартали греків і вірмен Бахчисарая, Ермені-Маалле. З часом його назва в письмових джерелах зазнавала зміни: Ермені-Маале — Ерменік — Вірменська слобідка.
У ХV-ХVI столітті у так званій Бахчисарайській балці був побудований старовинний вірменський монастир Святого Георгія Просвітителя. Згідно з даними дослідника М. Бжшкянця, який подорожував Кримом у 1820-х роках, при останніх ханах у Бахчисараї існувала велика вірменська громада, що складалася із 300 сімей. Її члени проживали у північної частини міста, у Скалістій ущелині, де знаходилася печерна церква Святий Богородиці.

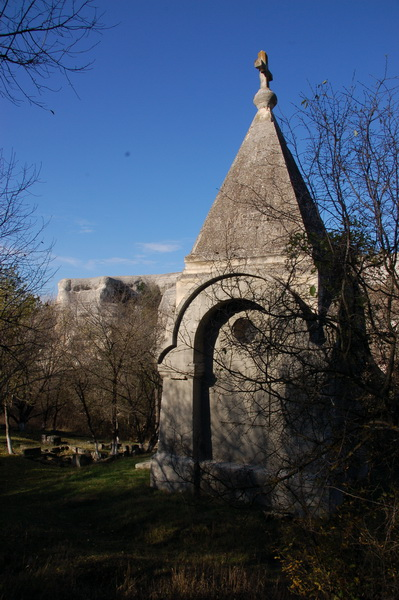
Братська могила російських воїнів і каплиця, Бахчисарай, вул. Пушкіна, східна частина старого російського кладовища, схил балки Ермені-Маалле, 2009 рік

Після депортації російськими військами з Криму християн у 1778 році та анексії Кримського ханства росією у 1783 році тут розташовувався російський квартал міста, Російська слобідка.
Після Кримської війни, за даними дослідника О.Тер-Абрамяна, у 1860 році у місті проживало не більше трьох десятків вірмен, причому у ще недавно збудованій церкві вже не було священика. До кінця ХІХ ст. частина Бахчисараю, в якій ще сто років тому проживала вірменська громада, прийшла у повне запустіння, на території збереглося лише вірменське кладовище.
В Ермені-Маалі з 1855 року розташовується цвинтар із братськими могилами захисників Севастополя 1853—1856 років.
У 1894 році до сорокаріччя оборони Севастополя звели каплицю Архангела Михайла. Гроші на будівництво було зібрано мешканцями Бахчисараю, а Севастополь пожертвував ікону Архангела Михайла, іменем якого каплиця і була названа. Севастопольський Братський цвинтар надіслав сюди ікону св. благовірного князя Олександра Невського. Спроектував каплицю сімферопольський інженер М. Прага — також безкоштовно.